# Sven Löfström

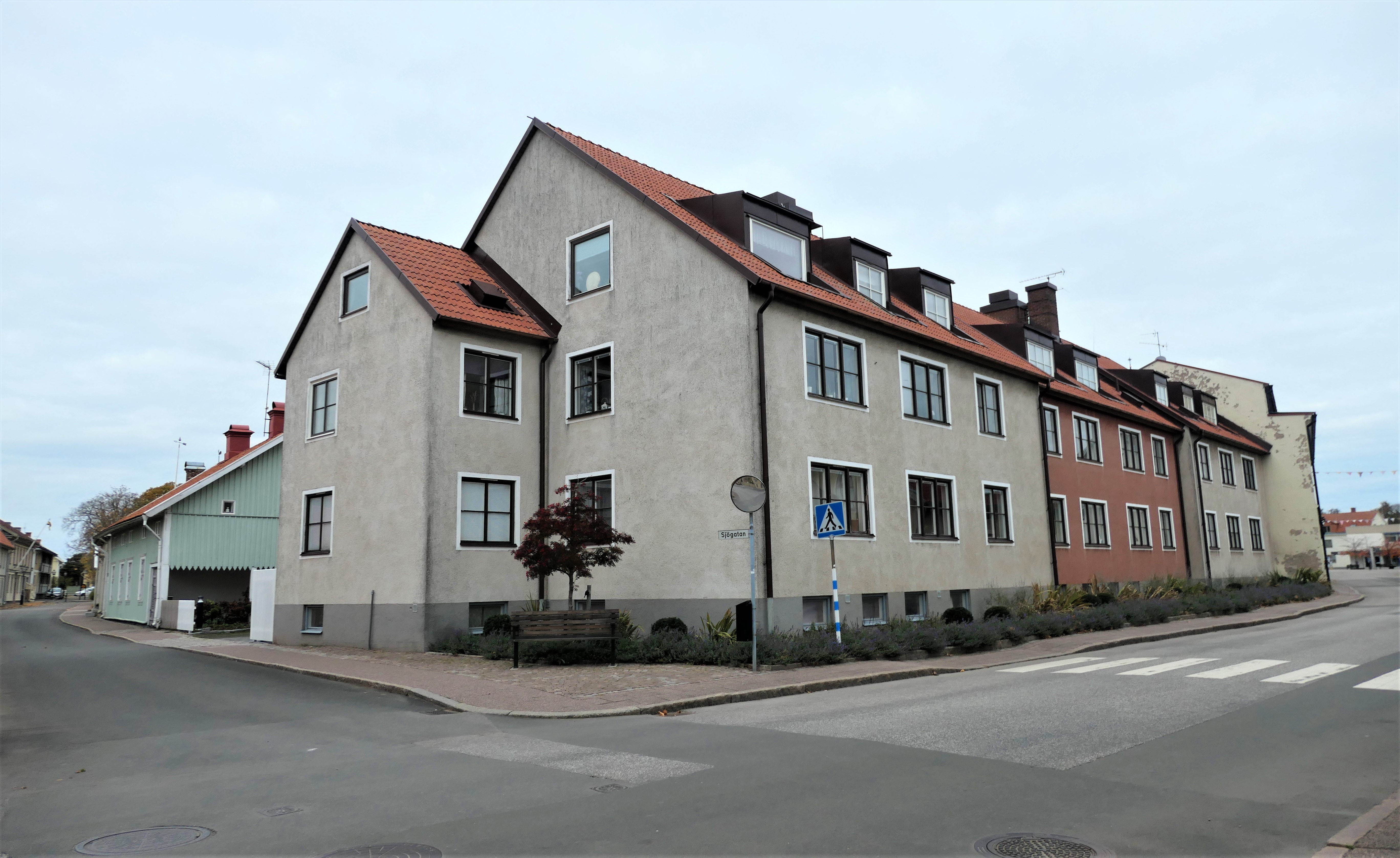
Bostadshus i Hjo (1965).

Sven Ivar Löfström, född 26 januari 1915 i Gävle, död 20 november 1992 i Lidingö, var en svensk arkitekt.
Löfström, som var son till kamrer Ivar Löfström och Birgitta Scherman, avlade studentexamen i Stockholm 1934 och utexaminerades från Kungliga Tekniska högskolan 1944. Han var anställd hos arkitekterna Hakon Ahlberg, Sven Backström och Leif Reinius 1938–1957 och bedrev egen arkitektverksamhet i Stockholm från 1955.